# Carlo IV d'Angiò
Carlo IV d'Angiò noto anche come Carlo del Maine (1414 – 1472), Conte del Maine dal 1434 e conte di Guisa dal 1444 alla morte.
Era figlio ultimogenito del conte di Provenza e re titolare di Napoli, Luigi II d'Angiò, e di Iolanda di Aragona.
I suoi genitori erano conosciuti anche come i Re e Regina dei Quattro Regni: Sicilia, Gerusalemme, Cipro,  e Aragona. Un'altra interpretazione ha inteso invece il titolo di Napoli separato da quello di Sicilia, escludendo Cipro.

## Biografia

Arma di Carlo IV

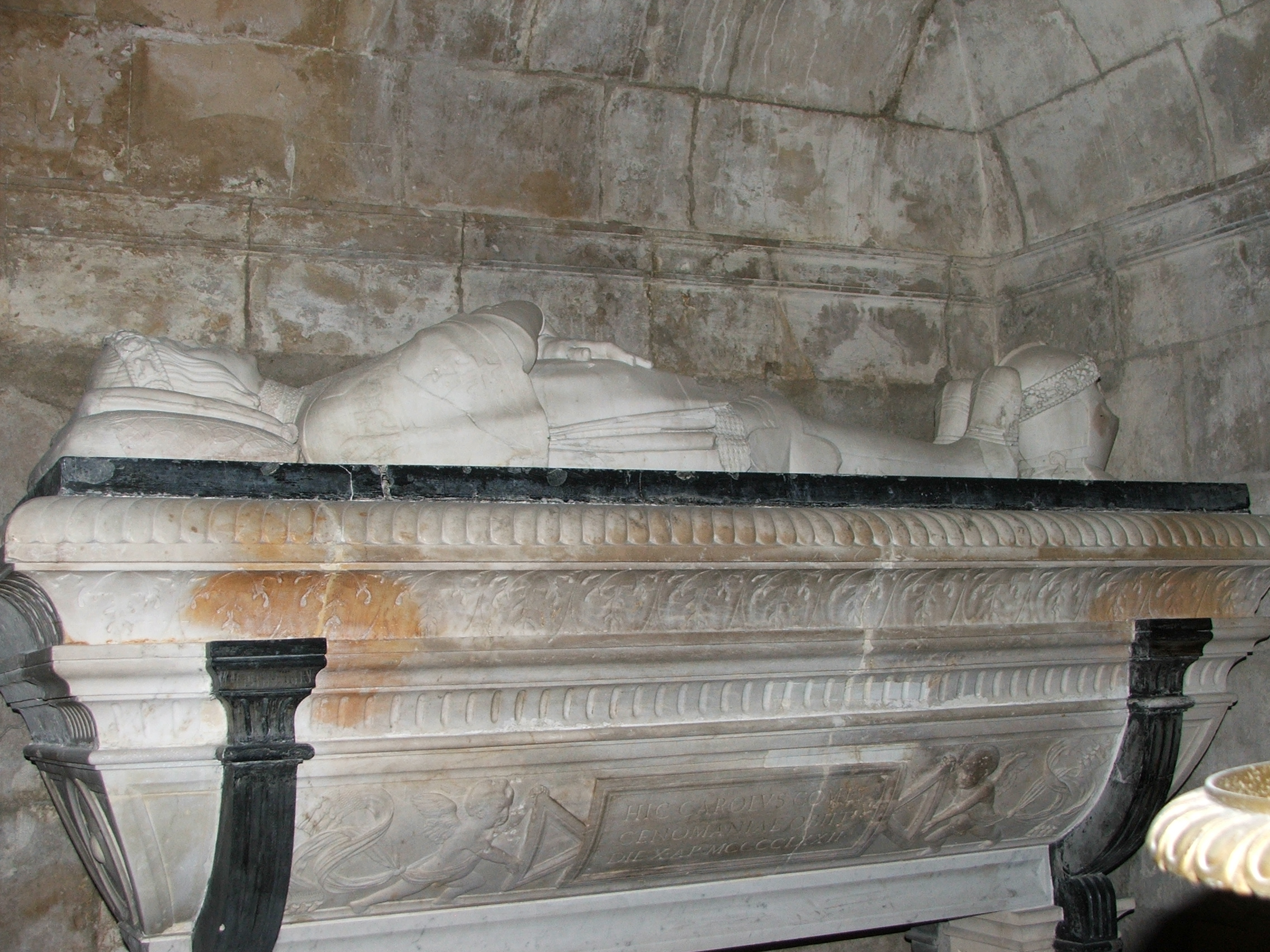
Tomba di Carlo IV d'Angiò nella Cattedrale di San Giuliano a Le Mans.

Nel 1433, assieme alla madre Iolanda, fu tra i sostenitori del connestabile Richemont affinché prendesse la guida del governo, dopo aveva fatto arrestare il Gran Ciambellano, Georges de La Trémoille, facendo pressione su suo cognato, il re di Francia, Carlo VII.
Nel 1434 sposò Covella Ruffo, figlia del conte di Montaldo, Carlo Ruffo, e di Ceccarella Sanseverino.
Nel 1437 Carlo partecipò alle campagne di suo cognato, il re Carlo VII, contro gli Inglesi: conquista di Montereau (1437) e di Pontoise (1441), campagna di Normandia (1449-1450) e campagna di Guienna (1453).
Carlo fu inoltre il governatore della Linguadoca prima per Carlo VII e poi per il suo successore, Luigi XI di Francia dal 1440 al 1466.
Rimasto vedovo nel 1443, sposò Isabella di Lussemburgo, figlia di Pietro I di Lussemburgo-Saint Pol e di Margherita del Balzo. L'anno successivo ottenne, come dote, la contea di Guisa.
Dopo la morte di Carlo VII, nel 1461, continuò a sostenere la monarchia nella persona di suo cugino, Luigi XI, sino alla battaglia di Montlhéry del 1465, dove Carlo fuggì di fronte alle truppe dei Borgognoni di Carlo il Temerario dimostrando in questa occasione tutta la sua codardia e vigliaccheria, alleato al fratello del re, Carlo di Francia, nelle cui file militava anche suo nipote, il duca di Calabria, Giovanni d'Angiò.
Per questo tradimento non ricevette alcuna punizione, ma fu privato delle grazie del re, che comunque continuò a mantenere buone relazioni con suo fratello, Renato, conte di Provenza.
Carlo morì nel 1472, lasciando i suoi titoli al figlio, anche lui di nome Carlo. Il suo corpo è inumato in un sarcofago nella Cattedrale di San Giuliano a Le Mans.

## Discendenza
Dalla sua prima moglie, Covella Ruffo, ebbe un figlio, Jean Louis Marin (1433), che morì giovane.
Invece, da Isabella di Lussemburgo-Saint-Pol, Carlo ebbe due figli:
- Luisa (1445 - 1477), che sposò il duca di Nemours, Giacomo d'Armagnac-Nemours.
- Carlo V (1446 - 1481) diventa per breve tempo duca d'Angiò alla morte senza eredi di su zio Renato, fratello maggiore di Carlo.

## Ascendenza
|                      |                      |                        | Genitori                   |  |  | Nonni |  |  | Bisnonni               |  |  | Trisnonni             |  |
|                      |                      |                        |                            |  |  |       |  |  | Giovanni II di Francia |  |  | Filippo VI di Francia |  |
|                      |                      |                        |                            |  |  |       |  |  | Giovanni II di Francia |  |  | Filippo VI di Francia |  |
|                      |                      | Giovanna di Borgogna   |                            |  |  |       |  |  | Giovanni II di Francia |  |  |                       |  |
| Luigi I d'Angiò      |                      |                        |                            |  |  |       |  |  | Giovanni II di Francia |  |  |                       |  |
|                      |                      | Bona di Lussemburgo    | Giovanni I di Boemia       |  |  |       |  |  |                        |  |  |                       |  |
|                      |                      | Bona di Lussemburgo    | Giovanni I di Boemia       |  |  |       |  |  |                        |  |  |                       |  |
|                      |                      | Bona di Lussemburgo    | Elisabetta di Boemia       |  |  |       |  |  |                        |  |  |                       |  |
| Luigi II d'Angiò     |                      | Bona di Lussemburgo    |                            |  |  |       |  |  |                        |  |  |                       |  |
|                      |                      | Carlo di Blois         | Guido I di Blois-Châtillon |  |  |       |  |  |                        |  |  |                       |  |
|                      |                      | Carlo di Blois         | Guido I di Blois-Châtillon |  |  |       |  |  |                        |  |  |                       |  |
|                      |                      | Carlo di Blois         | Margherita di Valois       |  |  |       |  |  |                        |  |  |                       |  |
| Maria di Blois       |                      | Carlo di Blois         |                            |  |  |       |  |  |                        |  |  |                       |  |
|                      |                      | Giovanna di Penthièvre | Guido di Penthièvre        |  |  |       |  |  |                        |  |  |                       |  |
|                      |                      | Giovanna di Penthièvre | Guido di Penthièvre        |  |  |       |  |  |                        |  |  |                       |  |
|                      |                      | Giovanna di Penthièvre | Giovanna d'Avaugour        |  |  |       |  |  |                        |  |  |                       |  |
| Carlo IV d'Angiò     |                      | Giovanna di Penthièvre |                            |  |  |       |  |  |                        |  |  |                       |  |
|                      | Pietro IV di Aragona | Alfonso IV d'Aragona   |                            |  |  |       |  |  |                        |  |  |                       |  |
|                      | Pietro IV di Aragona | Alfonso IV d'Aragona   |                            |  |  |       |  |  |                        |  |  |                       |  |
|                      | Pietro IV di Aragona | Teresa di Entenza      |                            |  |  |       |  |  |                        |  |  |                       |  |
| Giovanni I d'Aragona | Pietro IV di Aragona |                        |                            |  |  |       |  |  |                        |  |  |                       |  |
|                      |                      | Eleonora di Sicilia    | Pietro II di Sicilia       |  |  |       |  |  |                        |  |  |                       |  |
|                      |                      | Eleonora di Sicilia    | Pietro II di Sicilia       |  |  |       |  |  |                        |  |  |                       |  |
|                      |                      | Eleonora di Sicilia    | Elisabetta di Carinzia     |  |  |       |  |  |                        |  |  |                       |  |
| Iolanda di Aragona   |                      | Eleonora di Sicilia    |                            |  |  |       |  |  |                        |  |  |                       |  |
|                      |                      | Roberto I di Bar       | Enrico IV di Bar           |  |  |       |  |  |                        |  |  |                       |  |
|                      |                      | Roberto I di Bar       | Enrico IV di Bar           |  |  |       |  |  |                        |  |  |                       |  |
|                      |                      | Roberto I di Bar       | Iolanda di Dampierre       |  |  |       |  |  |                        |  |  |                       |  |
| Iolanda di Bar       |                      | Roberto I di Bar       |                            |  |  |       |  |  |                        |  |  |                       |  |
|                      |                      | Maria di Valois        | Giovanni II di Francia     |  |  |       |  |  |                        |  |  |                       |  |
|                      |                      | Maria di Valois        | Giovanni II di Francia     |  |  |       |  |  |                        |  |  |                       |  |
|                      |                      | Maria di Valois        | Bona di Lussemburgo        |  |  |       |  |  |                        |  |  |                       |  |
|                      |                      | Maria di Valois        |                            |  |  |       |  |  |                        |  |  |                       |  |